# Gevrey-Chambertin
Gevrey-Chambertin és un municipi francès, situat al departament de la Costa d'Or i a la regió de Borgonya - Franc Comtat. L'any 2007 tenia 3.120 habitants.

## Demografia

### Població
El 2007 la població de fet de Gevrey-Chambertin era de 3.120 persones. Hi havia 1.288 famílies, de les quals 420 eren unipersonals (172 homes vivint sols i 248 dones vivint soles), 316 parelles sense fills, 416 parelles amb fills i 136 famílies monoparentals amb fills.
La població ha evolucionat segons el següent gràfic:
Habitants censats

### Habitatges
El 2007 hi havia 1.410 habitatges, 1.302 eren l'habitatge principal de la família, 18 eren segones residències i 90 estaven desocupats. 795 eren cases i 609 eren apartaments. Dels 1.302 habitatges principals, 696 estaven ocupats pels seus propietaris, 552 estaven llogats i ocupats pels llogaters i 54 estaven cedits a títol gratuït; 35 tenien una cambra, 127 en tenien dues, 304 en tenien tres, 349 en tenien quatre i 487 en tenien cinc o més. 916 habitatges disposaven pel capbaix d'una plaça de pàrquing. A 615 habitatges hi havia un automòbil i a 541 n'hi havia dos o més.

### Piràmide de població
La piràmide de població per edats i sexe el 2009 era:
| Homes | Edats   | Dones |
| ----- | ------- | ----- |
| 0     | 95 o +  | 8     |
| 4     | 90 a 94 | 24    |
| 20    | 85 a 89 | 36    |
| 16    | 80 a 84 | 32    |
| 56    | 75 a 79 | 56    |
| 52    | 70 a 74 | 72    |
| 60    | 65 a 69 | 80    |
| 36    | 60 a 64 | 76    |
| 68    | 55 a 59 | 56    |
| 112   | 50 a 54 | 100   |
| 112   | 45 a 49 | 116   |
| 140   | 40 a 44 | 128   |
| 116   | 35 a 39 | 128   |
| 116   | 30 a 34 | 140   |
| 144   | 25 a 29 | 148   |
| 80    | 20 a 24 | 64    |
| 100   | 15 a 19 | 120   |
| 112   | 10 a 14 | 112   |
| 100   | 5 a 9   | 116   |
| 100   | 0 a 4   | 88    |

## Economia
El 2007 la població en edat de treballar era de 2.036 persones, 1.553 eren actives i 483 eren inactives. De les 1.553 persones actives 1.464 estaven ocupades (755 homes i 709 dones) i 89 estaven aturades (39 homes i 50 dones). De les 483 persones inactives 149 estaven jubilades, 190 estaven estudiant i 144 estaven classificades com a «altres inactius».

### Ingressos
El 2009 a Gevrey-Chambertin hi havia 1.302 unitats fiscals que integraven 3.001,5 persones, la mediana anual d'ingressos fiscals per persona era de 18.989 €.

### Activitats econòmiques
Dels 203 establiments que hi havia el 2007, 2 eren d'empreses extractives, 5 d'empreses alimentàries, 1 d'una empresa de fabricació de material elèctric, 11 d'empreses de fabricació d'altres productes industrials, 18 d'empreses de construcció, 59 d'empreses de comerç i reparació d'automòbils, 13 d'empreses de transport, 18 d'empreses d'hostatgeria i restauració, 1 d'una empresa d'informació i comunicació, 12 d'empreses financeres, 11 d'empreses immobiliàries, 18 d'empreses de serveis, 24 d'entitats de l'administració pública i 10 d'empreses classificades com a «altres activitats de serveis».
Dels 46 establiments de servei als particulars que hi havia el 2009, 1 era una oficina d'administració d'Hisenda pública, 1 gendarmeria, 1 oficina de correu, 6 oficines bancàries, 4 tallers de reparació d'automòbils i de material agrícola, 2 autoescoles, 2 paletes, 3 guixaires pintors, 6 fusteries, 3 electricistes, 3 perruqueries, 11 restaurants, 2 agències immobiliàries i 1 saló de bellesa.
Dels 6 establiments comercials que hi havia el 2009, 2 eren botiges de menys de 120 m², 2 fleques, 1 una llibreria i 1 una joieria.
L'any 2000 a Gevrey-Chambertin hi havia 93 explotacions agrícoles que ocupaven un total de 1.080 hectàrees.

## Equipaments sanitaris i escolars
Els 2 equipaments sanitaris que hi havia el 2009 eren farmàcies.
El 2009 hi havia 2 escoles maternals i 2 escoles elementals.

## Poblacions més properes
El següent diagrama mostra les poblacions més properes.